# Thomas de Grey, II conte de Grey
Thomas Philip de Grey (Newby, 22 dicembre 1781 – Londra, 14 novembre 1859) è stato un politico e militare britannico.

## Biografia
Figlio di Thomas Robinson, II barone Grantham, e di Mary, figlia di Philip Yorke, II conte di Hardwicke, e Jemima Campbell, figlia di John Campbell, II conte di Breadalbane; suo fratello era Frederick Robinson, I visconte di Goderich.
Fu educato al St. John's College di Cambridge e all'Accademia militare, raggiungendo il grado di colonnello degli ussari e aiutante di campo di Guglielmo IV.
Nel 1833 successe allo zio come II conte de Grey.
Fece parte del Consiglio Privato di Sua Maestà nel 1834 e Lord dell'Ammiragliato dal 1834 al 1835. Nel 1844 venne nominato cavaliere dell'Ordine della Giarrettiera e nel 1841 fu Lord Intendente d'Irlanda, finché non gli succedette William à Court, I barone di Heytesbury.
Pubblicò sul Times vari articoli che avversarono il governo Whig, molto spesso di carattere umoristico.
Scrisse anche il libro "Pensieri di un umorista", che pubblicò a Londra nel 1855.
Alla sua morte divenne conte George Robinson, I marchese di Ripon.

## Ascendenza
|                                     |                                    |                                                   | Genitori                                         |  |  | Nonni |  |  | Bisnonni                      |  |  | Trisnonni       |  |
|                                     |                                    |                                                   |                                                  |  |  |       |  |  | William Robinson, I baronetto |  |  | Thomas Robinson |  |
|                                     |                                    |                                                   |                                                  |  |  |       |  |  | William Robinson, I baronetto |  |  | Thomas Robinson |  |
|                                     |                                    | Elizabeth Tancred                                 |                                                  |  |  |       |  |  | William Robinson, I baronetto |  |  |                 |  |
| Thomas Robinson, I barone Grantham  |                                    |                                                   |                                                  |  |  |       |  |  | William Robinson, I baronetto |  |  |                 |  |
|                                     |                                    | Mary Aislabie                                     | George Aislabie                                  |  |  |       |  |  |                               |  |  |                 |  |
|                                     |                                    | Mary Aislabie                                     | George Aislabie                                  |  |  |       |  |  |                               |  |  |                 |  |
|                                     |                                    | Mary Aislabie                                     | Mary Mallory                                     |  |  |       |  |  |                               |  |  |                 |  |
| Thomas Robinson, II barone Grantham |                                    | Mary Aislabie                                     |                                                  |  |  |       |  |  |                               |  |  |                 |  |
|                                     |                                    | Thomas Worsley                                    | Thomas Worsley                                   |  |  |       |  |  |                               |  |  |                 |  |
|                                     |                                    | Thomas Worsley                                    | Thomas Worsley                                   |  |  |       |  |  |                               |  |  |                 |  |
|                                     |                                    | Thomas Worsley                                    | Mary Arthington                                  |  |  |       |  |  |                               |  |  |                 |  |
| Frances Worsley                     |                                    | Thomas Worsley                                    |                                                  |  |  |       |  |  |                               |  |  |                 |  |
|                                     |                                    | Mary Frankland                                    | Thomas Frankland, II baronetto                   |  |  |       |  |  |                               |  |  |                 |  |
|                                     |                                    | Mary Frankland                                    | Thomas Frankland, II baronetto                   |  |  |       |  |  |                               |  |  |                 |  |
|                                     |                                    | Mary Frankland                                    | Elizabeth Russell                                |  |  |       |  |  |                               |  |  |                 |  |
| Thomas de Grey, II conte de Grey    |                                    | Mary Frankland                                    |                                                  |  |  |       |  |  |                               |  |  |                 |  |
|                                     | Philip Yorke, I conte di Hardwicke | Philip Yorke                                      |                                                  |  |  |       |  |  |                               |  |  |                 |  |
|                                     | Philip Yorke, I conte di Hardwicke | Philip Yorke                                      |                                                  |  |  |       |  |  |                               |  |  |                 |  |
|                                     | Philip Yorke, I conte di Hardwicke | Elizabeth Gibbon                                  |                                                  |  |  |       |  |  |                               |  |  |                 |  |
| Philip Yorke, II conte di Hardwicke | Philip Yorke, I conte di Hardwicke |                                                   |                                                  |  |  |       |  |  |                               |  |  |                 |  |
|                                     |                                    | Margaret Cocks                                    | Charles Cocks                                    |  |  |       |  |  |                               |  |  |                 |  |
|                                     |                                    | Margaret Cocks                                    | Charles Cocks                                    |  |  |       |  |  |                               |  |  |                 |  |
|                                     |                                    | Margaret Cocks                                    | Mary Somers                                      |  |  |       |  |  |                               |  |  |                 |  |
| Mary Yorke                          |                                    | Margaret Cocks                                    |                                                  |  |  |       |  |  |                               |  |  |                 |  |
|                                     |                                    | John Campbell, III conte di Breadalbane e Holland | John Campbell, II conte di Breadalbane e Holland |  |  |       |  |  |                               |  |  |                 |  |
|                                     |                                    | John Campbell, III conte di Breadalbane e Holland | John Campbell, II conte di Breadalbane e Holland |  |  |       |  |  |                               |  |  |                 |  |
|                                     |                                    | John Campbell, III conte di Breadalbane e Holland | Henrietta Villiers                               |  |  |       |  |  |                               |  |  |                 |  |
| Jemima Campbell, II marchesa Grey   |                                    | John Campbell, III conte di Breadalbane e Holland |                                                  |  |  |       |  |  |                               |  |  |                 |  |
|                                     |                                    | Amabel Grey                                       | Henry Grey, I duca di Kent                       |  |  |       |  |  |                               |  |  |                 |  |
|                                     |                                    | Amabel Grey                                       | Henry Grey, I duca di Kent                       |  |  |       |  |  |                               |  |  |                 |  |
|                                     |                                    | Amabel Grey                                       | Jemima Crew                                      |  |  |       |  |  |                               |  |  |                 |  |
|                                     |                                    | Amabel Grey                                       |                                                  |  |  |       |  |  |                               |  |  |                 |  |